# Metanotalia
Metanotalia is een geslacht van vliesvleugeligen uit de familie Encyrtidae. De wetenschappelijke naam van dit geslacht is voor het eerst geldig gepubliceerd in 1921 door Mercet.

## Soorten
Het geslacht Metanotalia is monotypisch en omvat slechts de volgende soort:
- Metanotalia maderensis (Walker, 1872)